# Monica Mayhem
Monica Mayhem (ur. 14 marca 1978 w Brisbane) – australijska aktorka pornograficzna pochodzenia walijskiego, nazywana „Nicole Kidman przemysłu pornograficznego”.

## Życiorys

### Wczesne lata
Urodziła się w Brisbane w stanie Queensland. Uczęszczała do Kenmore State High School. Pracowała w Sydney, a później w biurze maklerskim International Petroleum Exchange w Londynie. Następnie zaczęła tańczyć w barze ze striptizem w Spearmint Rhino na Tottenham Court Road, zaliczyła w tym czasie kilka sesji zdjęciowych i występów w filmach typu softcore.

### Kariera
Po przeniesieniu się do Stanów Zjednoczonych zaczęła występować w filmach typu hardcore. Karierę w branży zaczęła w grudniu 2000. Po raz pierwszy wzięła udział w scenie seksu z Lee Stone w Real Sex Magazine 38.
W 2001 zdobyła XRCO Award w kategorii „Najlepsza nowa gwiazdka” i FOXE Award w kategorii „Wiedźma roku”.
Wystąpiła w Sex Games (2001) w reżyserii Jill Kelly z Evanem Stone’em, Herschelem Savage’em i Markiem Davisem, porno parodii filmu Diablica – She Devil (2004) z Anthonym Hardwoodem, Top Porn Stars (2005) z Brianem Surewoodem, Gotowe na wszystko – Desperate Housewives Confessions (2007) z Charlesem Derą, Perfect Match (2007) z Derrickiem Pierce’em, Squirts Illustrated 3 (2008)/Water Sports (2009) z Jayem Lassiterem.
W 2007 dostała nominację do AVN Award w kategorii „Najlepsza scena solo”.
Oprócz udziałów w filmach erotycznych i pornograficznych, Mayhem pojawiła się jako Katrina Wells w dreszczowcu Expose (2005) z Jeremym Jacksonem i Gregiem Cipesem.
Zagrała również niewielką rolę dziewczyny Dantego (Gilles Marini), atrakcyjnego sąsiada Samanthy Jones (Kim Cattrall) w filmowej wersji serialu HBO Seks w wielkim mieście, a także filmie dokumentalnym Adult Entertainment: Disrobing an American Idol (2007), Love in the Bosses Office 2 (2007) z Monicą Sweetheart i Adventures Into the Woods: A Sexy Musical (2015).
W latach 2003–2004 była związana z aktorem porno Barrettem Blade’em.

## Publikacje
- Absolute Mayhem: Secret Confessions of a Porn Star. Skyhorse Publishing, 2010. ISBN 978-1-61608-091-4.

## Nagrody i nominacje
| Rok  | Nagroda    | Kategoria                                        | Film                            | Inni wykonawcy                                                             | Rezultat  |
| ---- | ---------- | ------------------------------------------------ | ------------------------------- | -------------------------------------------------------------------------- | --------- |
| 2002 | XRCO Award | Gwiazdka roku                                    | –                               | –                                                                          | Wygrana   |
| 2007 | AVN Award  | Najlepsza scena seksu solo                       | Skin (2006)                     | –                                                                          | Nominacja |
| 2010 | AVN Award  | Najlepsza scena seksu grupowego samych dziewczyn | The Violation of Harmony (2008) | Jennifer Dark, Audrey Hollander, Harmony Rose, Gwen Summers i Holly Wellin | Nominacja |